# 磷壁酸

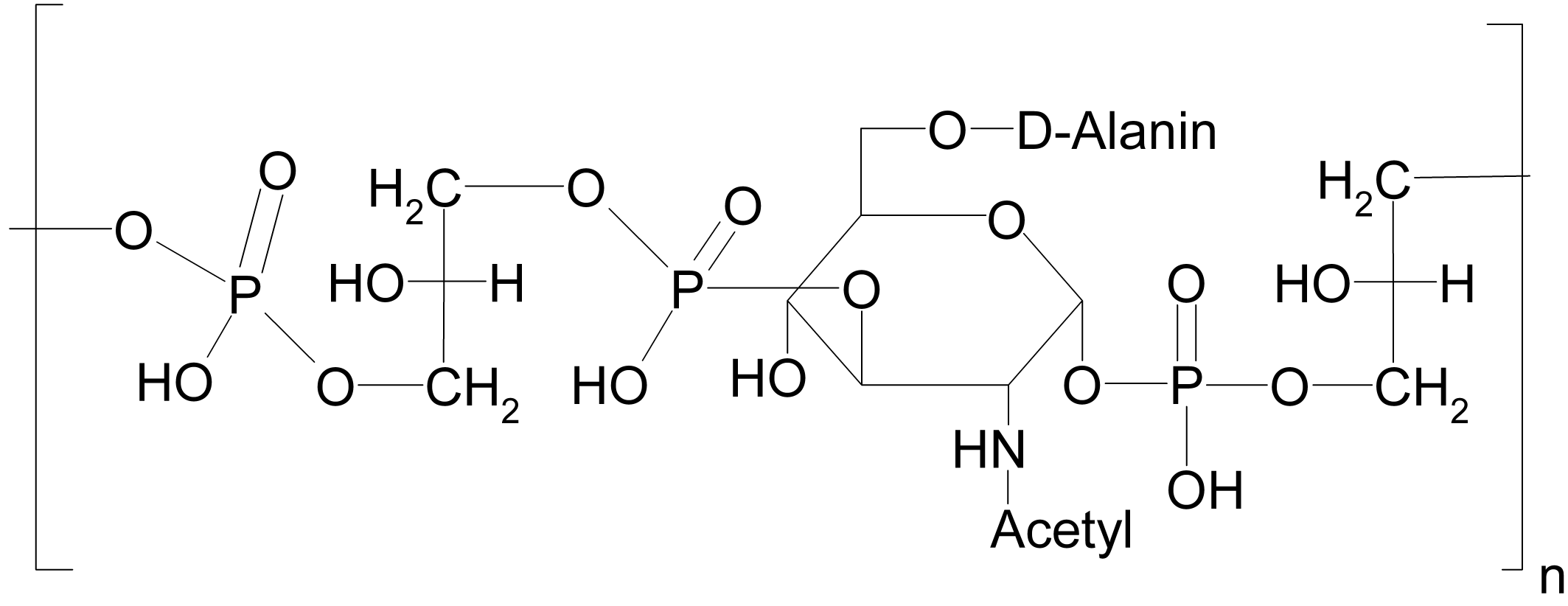
Micrococcaceae 磷壁酸的结构

磷壁酸（Teichoic acid）是革兰氏阳性菌细胞壁上的一种多糖，主要成分是由核糖醇或甘油残基经由磷酸二酯键相连而成的多聚物。
根据其在细菌上结合位置的不同，可将磷壁酸分为壁磷壁酸和膜磷壁酸两种。其中壁磷壁酸与肽聚糖共价连接、膜磷壁酸与膜糖脂共价连接。因为膜磷壁酸与脂质密切相关，也被称为脂磷壁酸。与肽聚糖一起，壁磷壁酸和膜磷壁酸构成了一个聚阴离子的网状基质物，为革兰氏阳性菌的细胞壁提供韧性、通透性和静电性能。